# Jacob ben Nissim ibn Shahin
Pour les articles homonymes, voir Nissim.
Jacob ben Nissim ibn Shahin (hébreu : יעקב בן נסים איבן שהין) ou Shahun est un érudit et philosophe juif du Xe siècle. Il fut l'un des plus illustres dirigeants spirituels de la communauté juive de Kairouan de la fin de la période des Gueonim.

## Éléments biographiques
Jacob ben Nissim est natif de Kairouan, en Tunisie. Il semble avoir été, d'après son introduction au commentaire au Sefer Yetsirah, un jeune contemporain de Saadia Gaon (882-942).
Il est nommé Rosh bet Rabbanan, recteur du centre d'études de la communauté, à une date non précisée, et en fait un pôle influent du monde juif, qui dépend cependant encore des académies talmudiques en Babylonie : il entretient une correspondance suivie avec celles-ci, trente-deux réponses à ses questions et requêtes ayant été retrouvées.
La date de sa mort est également inconnue. Toutefois, lorsque Houshiel ben Elhanan prend la direction spirituelle de la communauté de Kairouan, vers 1005, Jacob ben Nissim est probablement en fin de vie ou déjà décédé. Haï Gaon, dans une lettre adressée à Tanhoum et Abraham ben Jacob de Fès, et datée du 9 février 1007, pleure la disparition d'« Abu Yussuf, notre seigneur et maître, Jacob le Sage, ibn Shahin ».
Son fils, Nissim ben Jacob, trop jeune pour lui succéder, sera l'un des élèves de Houshiel, avant de prendre la direction spirituelle de la communauté de Kairouan, à la mort de son maître.

## Œuvres

### Commentaire sur leSefer Yetsirah
Jacob ben Nissim est réputé être l'auteur d'un commentaire en arabe sur le Sefer Yetsirah, traduit en hébreu par Moïse ben Joseph ben Merwan ha-Levi. Il semble toutefois que l'auteur principal en ait été Dounash ibn Tamim, sur la base d'un travail du maître de celui-ci, Isaac ben Salomon HaIsraeli, Jacob ben Nissim n'y ayant apporté que la touche finale.
Jacob ben Nissim écrit dans l'introduction à son commentaire que Saadia, vivant à l'époque en Égypte, aurait eu l'habitude d'adresser des questions très insignifiantes à Isaac Israeli ben Salomon, et qu'en lisant le commentaire de Saadia sur le Sefer Yetsirah, Jacob ben Nissim aurait trouvé que le texte n'avait pas été compris par le commentateur. Il aurait donc décidé d'écrire un autre commentaire. Dans la même introduction, Jacob parle également de Claude Galien, répétant l'histoire selon laquelle ce médecin célèbre était en réalité un Juif nommé Gamaliel.
La traduction en hébreu du commentaire de Jacob existe encore à l'état de manuscrit ; des extraits de ce document ont été donnés par M. H. Landauer (en) et Leopold Dukes.

### Autres
Jacob ben Nissim correspondait fréquemment avec le directeur académique de l'académie talmudique babylonienne de Poumbedita, Sherira Gaon.
C'est en réponse aux questions des Sages de la communauté de Kairouan sur le développement de la Mishna, de la Tosefta et du Talmud, que Sherira rédige son Iggeret (Lettre circulaire), considérée comme l'une des principales sources d'information sur la période des Sages de la Mishna et du Talmud. Un autre responsum de Sherira a trait aux questions de Jacob ben Nissim sur la hiérarchie et la nature des titres conférés à ces mêmes Sages.